# زبان ترکی عجمی
ترکی عجمی (ترکی آذربایجانی: Əcəm türkcəsi، لاتین: turcica agemica)، که ترکی قزلباشی و ترکی آذربایجانی میانه نیز خوانده می‌شود، یک گونه تاریخی از خانواده زبان‌های ترکی اوغوز است که میان سده‌های ۱۵ تا ۱۸ میلادی در ایران تکلم می‌شد.
این زبان در سده پانزدهم از زبان ترکی قدیم آناتولی منشعب گشت و به نوبهٔ خود سبب پیدایش ترکی آذربایجانی و احتمالاً زبان قشقایی شد. همچنین ترکی خراسانی ممکن است از تعامل این زبان و زبان ترکمنی به وجود آمده باشد.